# Cultura Dorset
A cultura Dorset (também chamada de Tradição Dorset) foi uma cultura paleoesquimó (500 a.C. a 1500 d.C.) que precedeu a cultura Inuíte no Ártico da América do Norte. Seu nome é uma referência ao Cabo Dorset em Nunavut, Canadá, onde a primeira evidência de sua existência foi encontrada. A cultura foi definida como tendo quatro fases, devido às diferenças distintas nas tecnologias relacionadas com a caça e a construção de ferramentas. Artefatos incluem lâminas triangulares, objetos de esteatito, e buris.